# Мы ещё встретимся
«Мы ещё встретимся» (арм. Մենք դեռ կհանդիպենք) — советский широкоэкранный художественный фильм, снятый режиссёром Левоном Григоряном на киностудии «Арменфильм» в 1984 году. Экранизация повести Карена Симоняна «До свидания, Натанаэл».
Премьера фильма состоялась 23 декабря 1985 года. Фильм посмотрело 600 тыс зрителей.

## Сюжет
Тигран мечтает о приключениях и дальних странах, пока молодой учёный Натанаэл не показывает ему, что романтика может быть и в повседневной жизни. Вместе они находят сокровища в старой крепости и Натанаэл обещает продолжить поиски в следующий раз.

## В ролях
- Ашот Адамян (дублировал Владимир Антоник) — Натанаэл
- Артём Мартиросян (дублировал Василий Яцкин) — Тигран
- Елена Бадалян (дублировала Татьяна Аксюта) — Нвард
- Давид Довлатян (дублировала Александра Назарова) — Каро
- Григорий Бабаханян (дублировал Дмитрий Замулин) — Сероб
- Ашот Оганесян (дублировал Яков Беленький) — Гласевос
- Левон Григорян (дублировал Вадим Спиридонов) — Дудукян
- Армен Хачатрян (дублировал Борис Быстров) — отец Тиграна
- Мира Хекоян (дублировала Ольга Григорьева) — мать Тиграна
- Джульетта Бабаян — эпизод
- Сурен Бабаян — эпизод
- Лаура Геворкян — эпизод
- Степан Кеворков — эпизод